# 山田時雄
山田 時雄（やまだ ときお、1916年2月3日 - 2001年5月20日）は、日本の経営者、銀行家。阪神相互銀行社長を務めた。兵庫県出身。

## 経歴
1939年に神戸商科大学を卒業し、同年に神戸銀行に入行。1945年に川西機械製作所を経て、1952年に阪神相互銀行に転じ、1962年5月に取締役に就任し、1967年5月に常務、1973年5月に専務を経て、1975年5月に社長に就任。1981年6月に会長、1983年6月に取締役相談役、1985年6月相談役を経て、同年12月には顧問に退いた。
1978年11月に藍綬褒章を受章し、1986年4月に勲四等瑞宝章を受章。
2001年5月20日肺炎のために死去。85歳没。